# الدي
الديّ قرية تتبع ناحية العنازة في منطقة بانياس التابعة لمحافظة طرطوس.